# Marie Anna Schwarzenberská
Marie Anna Schwarzenberská (25. prosince 1706 – 12. ledna 1755) byla rodem schwarzenberská princezna a sňatkem bádenská markraběnka.

## Život
Marie Anna se narodila jako dcera Adama Františka ze Schwarzenbergu a Eleonory Lobkovicové.
Provdala se za o čtyři roky staršího bádenského markraběte Ludvíka Jiřího. Její budoucí tchyně odcestovala do Vídně, aby získala povolení od císaře Karla VI. Povolení bylo uděleno a pár byl 8. dubna 1721 oddán na zámku v Českém Krumlově; nevěstě bylo čtrnáct let a ženichovi osmnáct. Z manželství se narodily čtyři děti, z nichž se dospělosti dožila pouze nejstarší dcera.
Marie Anna zemřela 12. ledna 1755 ve věku 48 let. Markrabě Ludvík se ještě tého roku znovu oženil s bavorskou princeznou Marií Annou Josefou (1734–1776). Jejich manželství však zůstalo bezdětné.

## Potomci
- 1. Alžběta Augusta Bádenská (16. 3. 1726 Rastatt – 7. 1. 1789 Freiburg im Breisgau), manž. 1755 Michael Václav z Althannu (1743–1810)[1]
- 2. Karel Ludvík Damian Bádenský (25. 8. 1728 Rastatt – 6. 7. 1734 Karlovy Vary)[2]
- 3. Jiří Ludvík Bádenský (11. 8. 1736 Ostrov – 11. 3. 1737 Rastatt)[3]
- 4. Johana Bádenská (28. 4. 1737 Rastatt – 29. 4. 1737 tamtéž)[4]